# Neukölln
Neukölln (pronunciación en alemán: /ˌnɔɪ̯ˈkœln/ⓘ) es un barrio de Berlín, situado en la parte sur de la ciudad. Cuenta con muchos edificios y muchos inmigrantes, teniendo uno de los porcentajes más altos de Berlín.

## Historia
Neukölln se anexionó a Berlín en 1920, con la Ley del Gran Berlín.
De 1966 a 1975 el Gropiusstadt se construyó una ciudad dormitorio o ciudad dentro de otra ciudad, diseñada por el arquitecto Walter Gropius.
Neukölln es seleccionada como ciudad piloto del Consejo de Europa y la Comisión Europea.

## Demografía
A partir de 2010 la ciudad tenía 310.283, de los cuales 121.000 habitantes son inmigrantes, la mayoría turcos, kurdos y árabes.

## Distritos
Neukölln tiene 5 distritos: que son Neukölln, Britz, Buckow, Rudow y Gropiusstadt.
| Localidad     | Área (km²) | Habitantes | Densidad (Habitantes/km²) |  |
| Neukölln      | 11.71      | 155,950    | 13,318                    |  |
| Britz         | 12.40      | 39,029     | 3,148                     |  |
| Buckow        | 6.35       | 38,219     | 6,019                     |  |
| Groppiusstadt | 11.81      | 40,733     | 3,449                     |  |
| Rudow         | 2.67       | 35,751     | 13,390                    |  |

## Administración

Distribución de los escaños del Parlamento del Distrito Neukölln en 2016.

El Parlamento del distrito, con 55 miembros (Bezirksverordenetenversammlung), en 2016 está conformado por los siguientes partidos políticos:
- SPD, 19 miembros
- CDU, 10 miembros
- Grüne, 9 miembros
- AfD, 8 miembros
- Die Linke, 7 miembros
- FDP, 2 miembros

## Personas destacadas
- Edgar Froese, músico, fundador de Tangerine Dream
- Horst Buchholz, actor
- Alexander Hacke, músico
- Jutta Limbach, académico legal
- Inge Meysel, actriz
- Mady Rahl, actriz
- Engelbert Zaschka, inventor
- Lotte Ulbricht, la esposa de Walter Ulbricht, líder de Alemania del Este.
- Rosemarie Elssner, profesora de historia y alemán, mujer activa especialista en literatura
- Antonio Rüdiger, futbolista

## Ciudades hermanadas
- Anderlecht, Bélgica (1955)
- Boulogne-Billancourt, Francia (1955)
- Zaanstad, Países Bajos (1955)
- Hammersmith, Reino Unido (1955)
- Fulham, Reino Unido (1955)
- Bat Yam, Israel (1978)
- Marino, Italia (1980)
- Ústí nad Orcilí, República Checa, (1989)
- Praga, República Checa (2005)

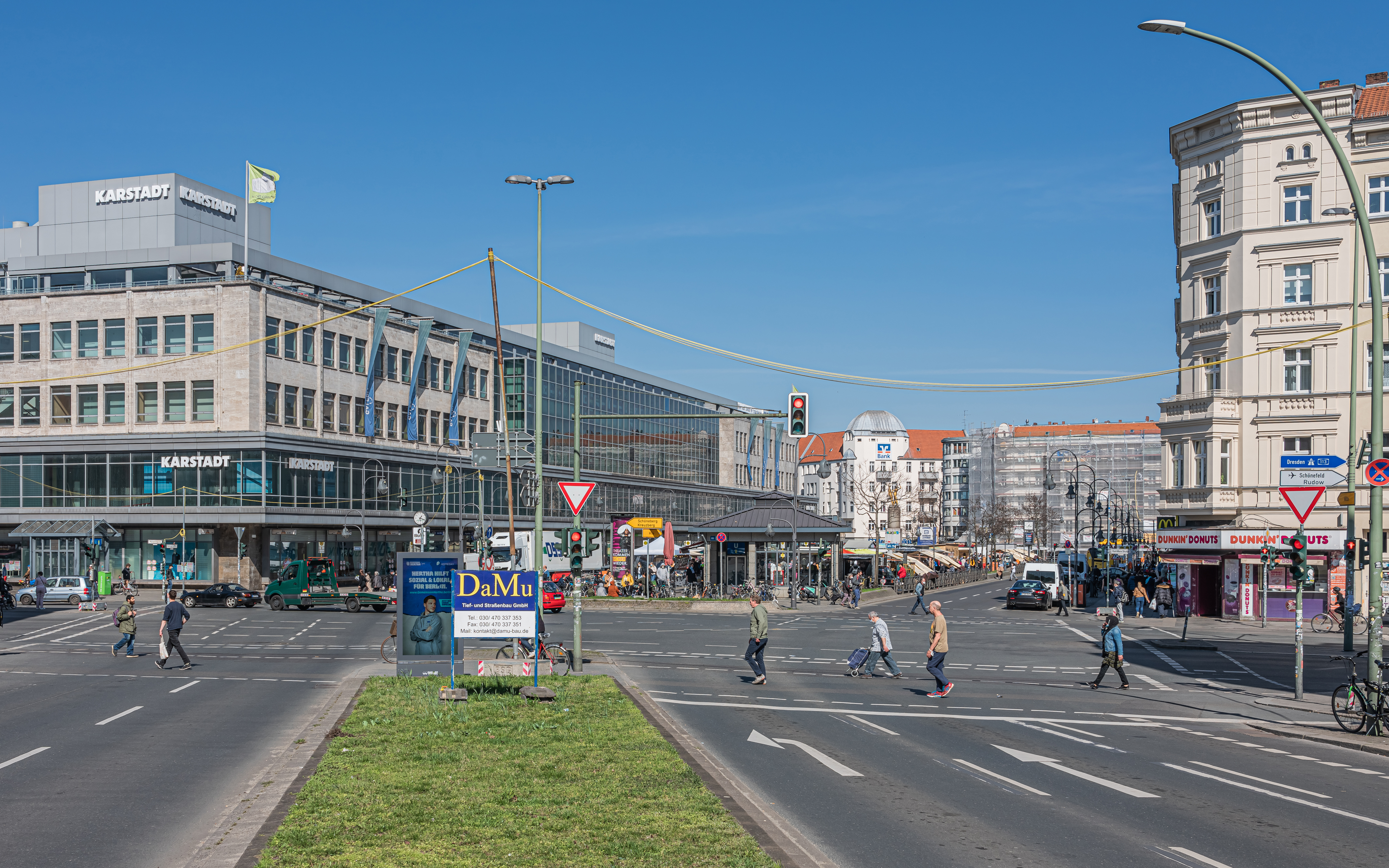
Distrito de Neukölln.

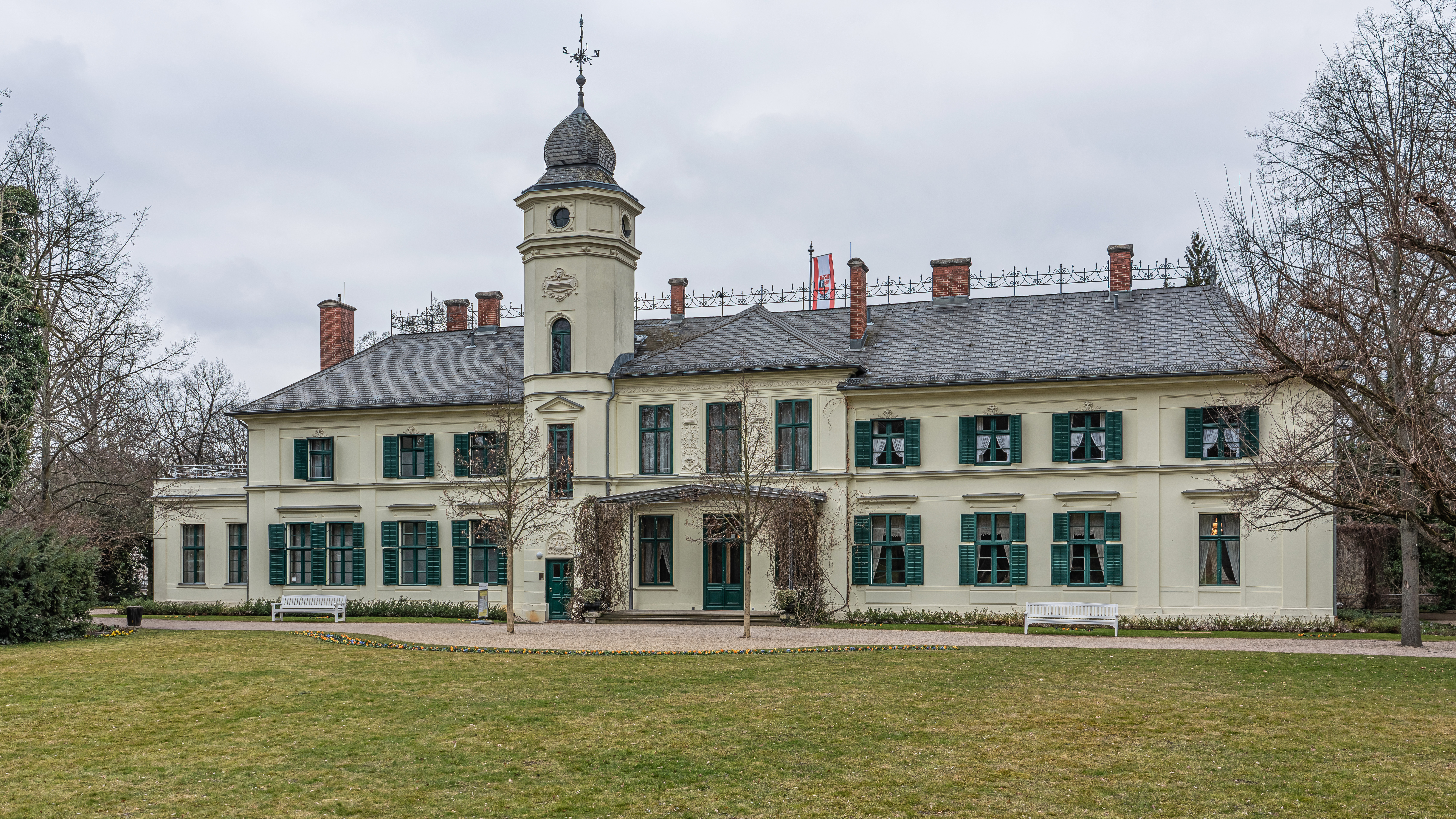
Distrito de Britz.

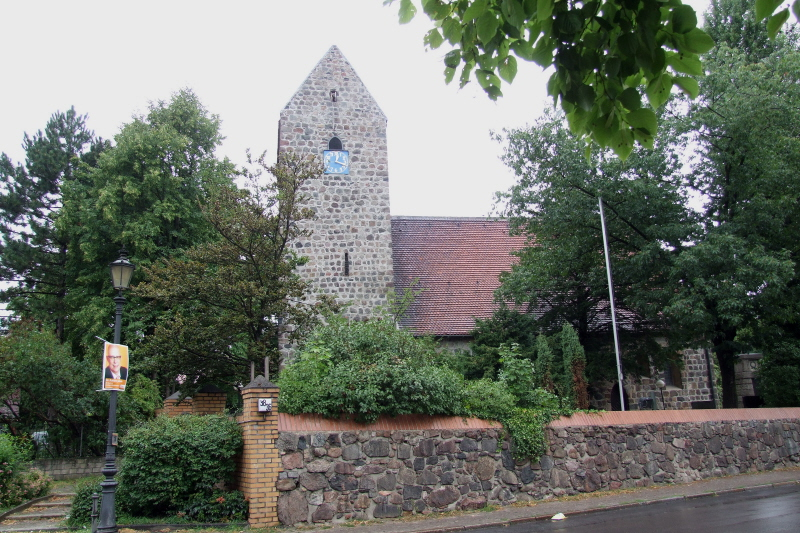
Distrito de Buckow.

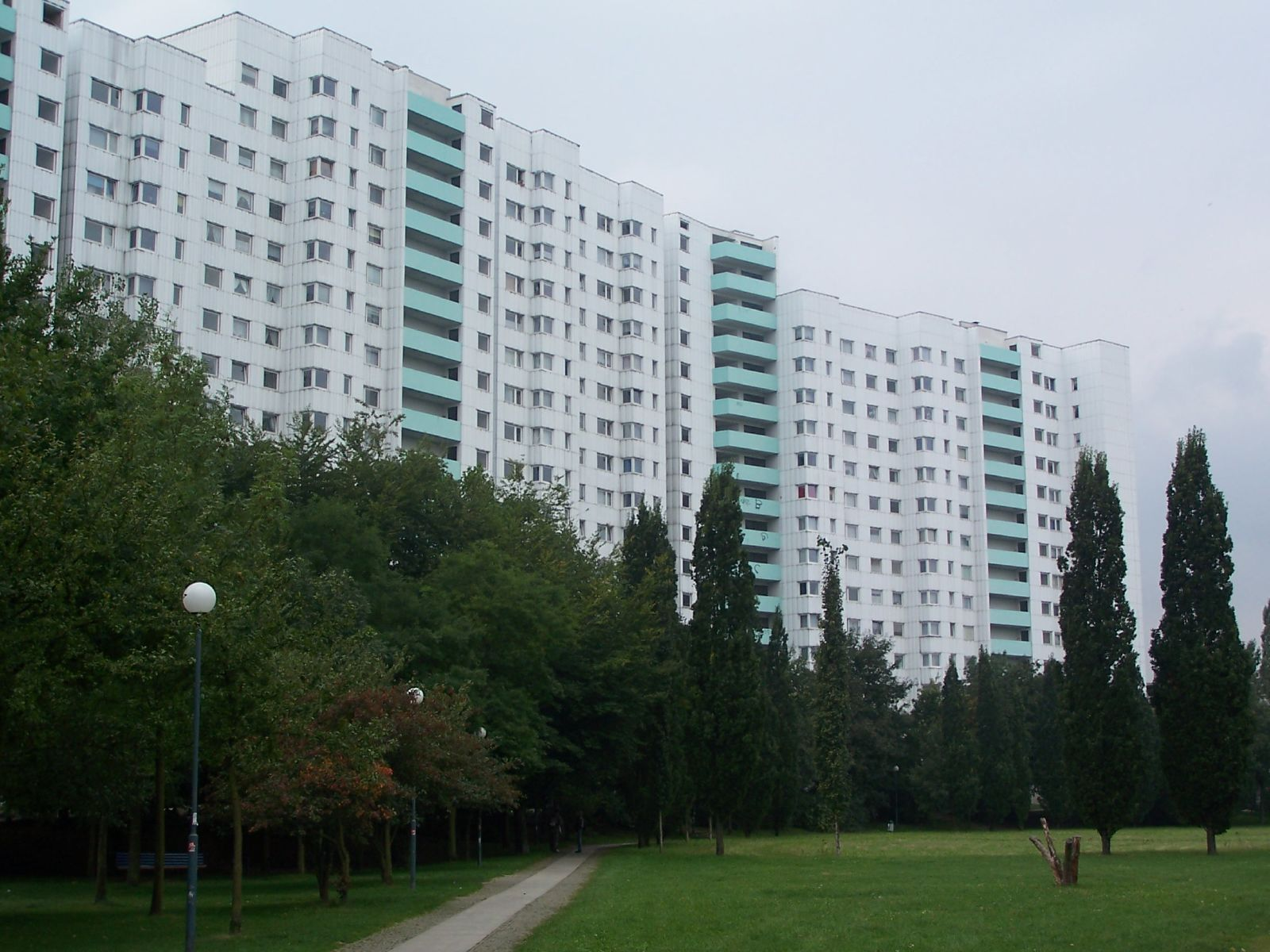
Bloques de viviendas de Gropiusstadt.

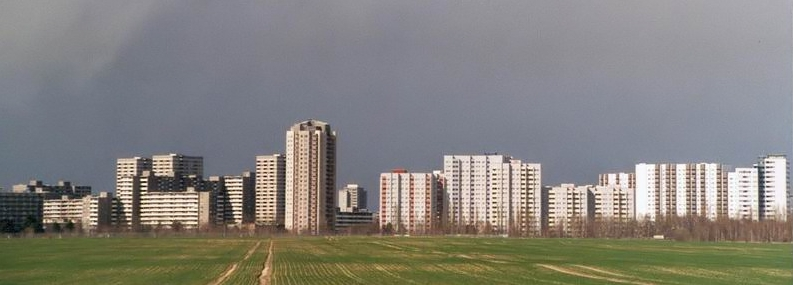
Distrito de Groppiusstadt.

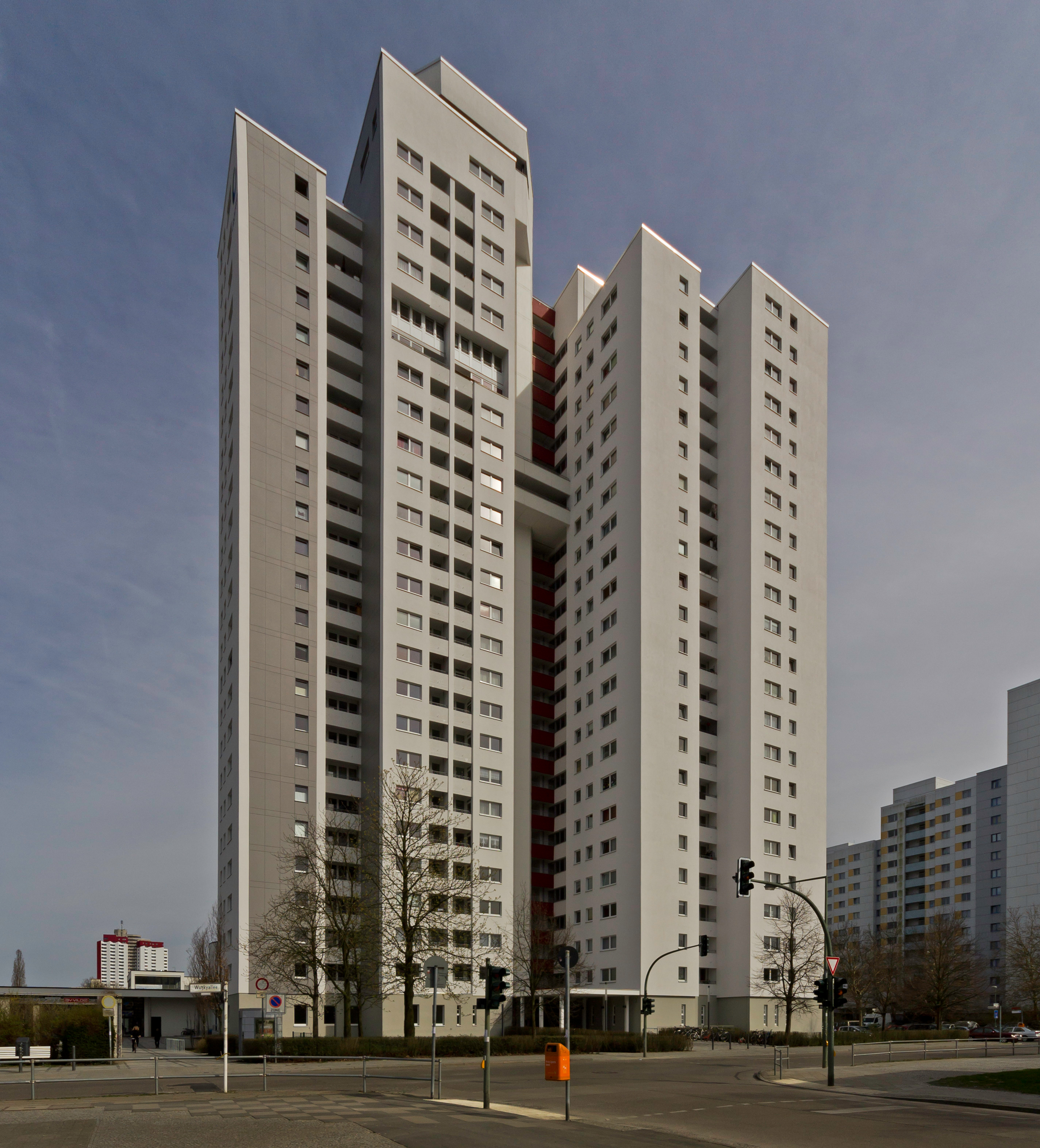
Rascacielos en Neukölln

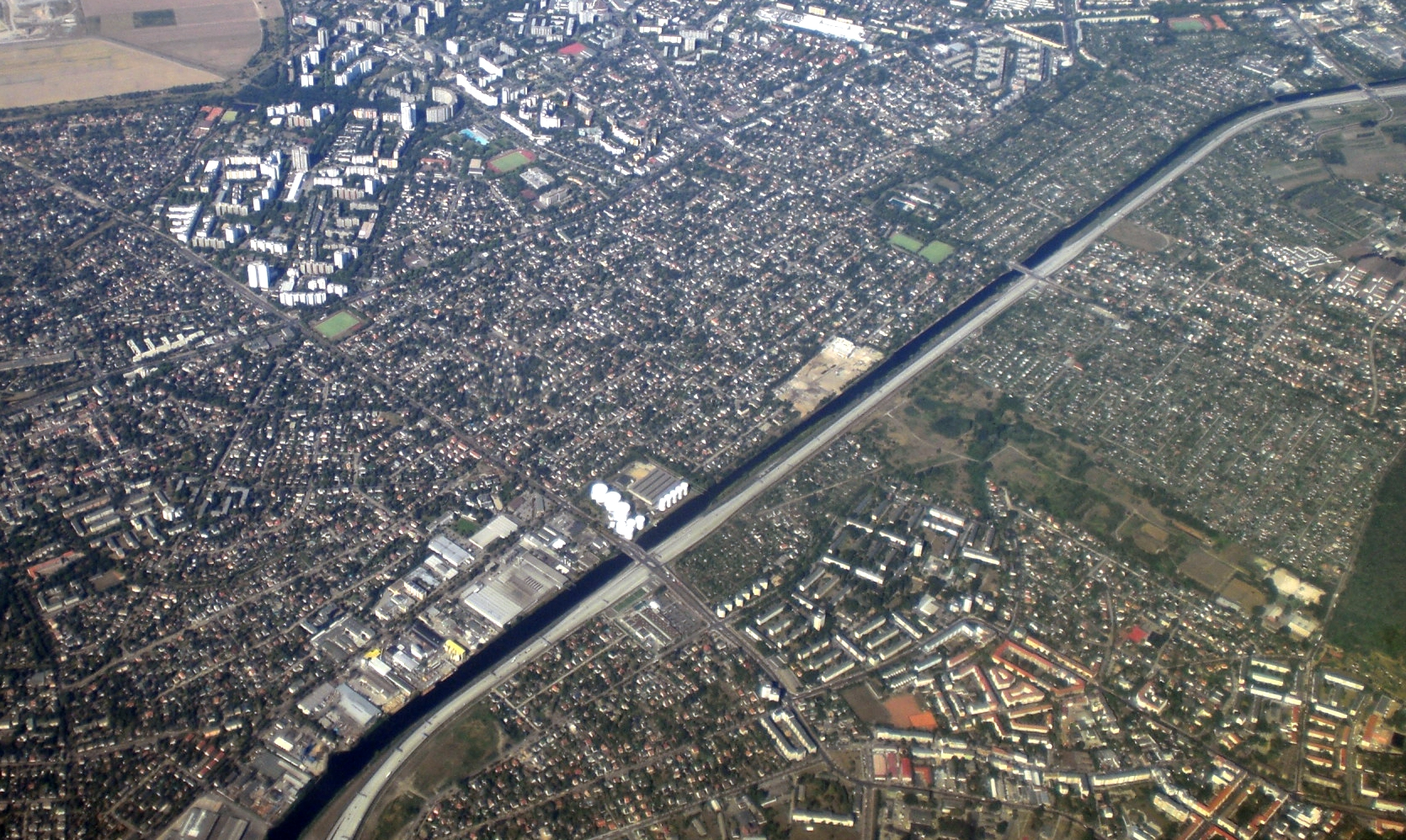
Distrito de Rudow.

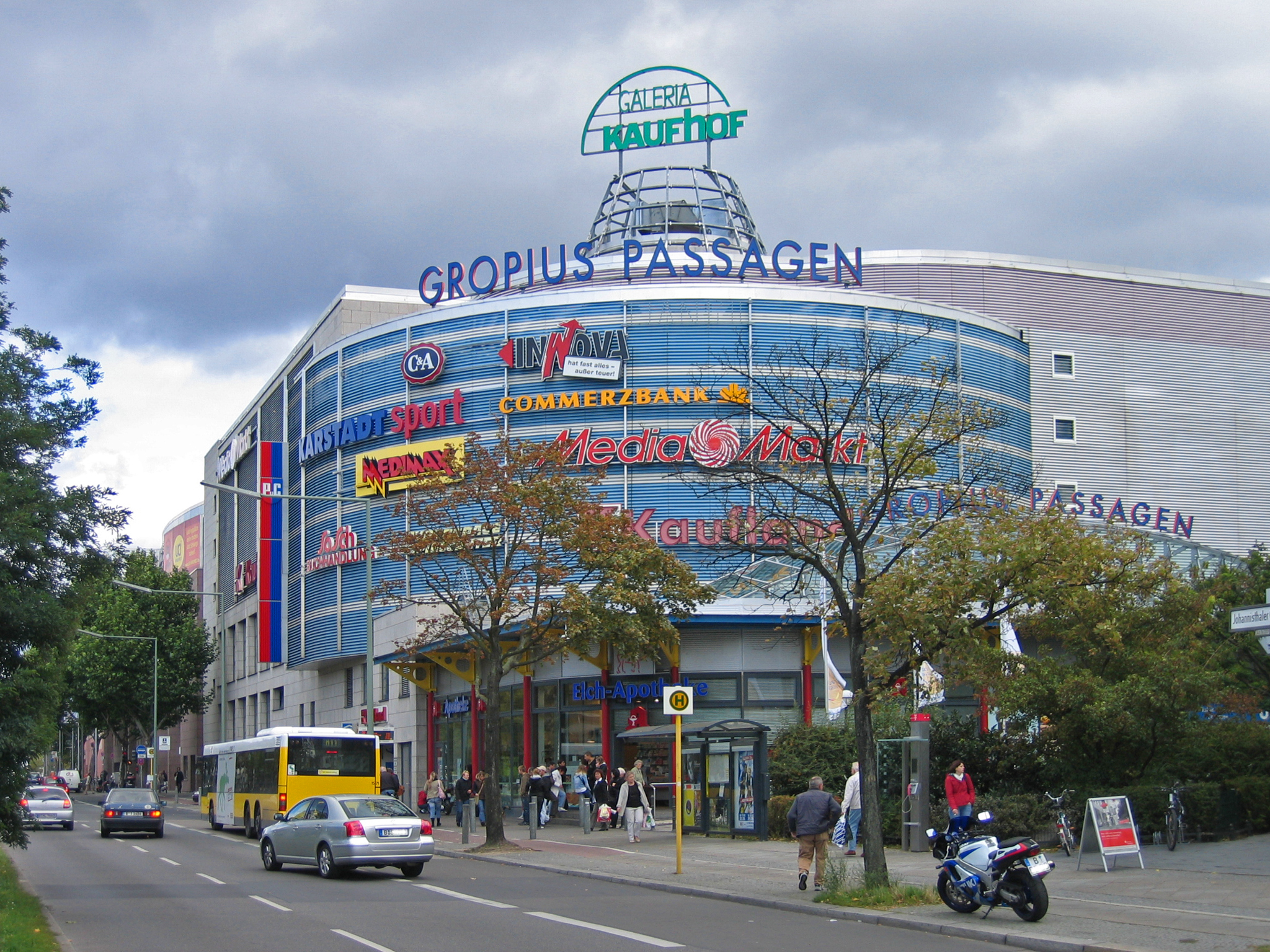
Centro Comercial en Neukölln

- Esmirna, Turquía (2005)
- Çiğli, Turquía (2005)
- Colonia, Alemania
- Leonberg, Alemania
- Wetzlar, Alemania
- Figueras, España